# Sigerslev Engmose
Sigerslev Engmose   er et 22 hektar stort naturområde der er omgivet af landsbyen Sigerslevs huse i nordøst for Store Heddinge i 	Stevns Kommune. Mosen har i tidens løb været brugt til tørvegravning – senest under anden verdenskrig, men også i 1800-tallet. Området blev i 1978 fredet for at beskytte den særlige flora og fauna i området, som betragtes som værdifuld.

## Landskabet
Den fredede engmose er opstået ved tørvegravning af den afvandede Sigerslev Sø. Mosen rummer dels den oprindelige sø, dels de omliggende lodsejeres parceller, som er dele af mosen. Sigerslev Mose rummer et rigt fugleliv og er omkranset af enge, pile- og elleskov. Rørsumpen består især af tagrør, og den ydre rørsump af bredbladet og smalbladet dunhammer. Mosens stier er offentligt tilgængelige.

## Dyrelivet
I mosen er der observeret gråstrubet lappedykker, grønbenet rørhøne, tornsanger, kærsanger, gærdesanger, havesanger, munk, gransanger, løvsanger, gulspurv, rørspurv, rørhøg, canadagås, grågås, gråand, gravand, skeand, troldand, skarv, fiskehejre, knopsvane og mange andre fuglearter.